# IC 4887
IC 4887 ist eine Balken-Spiralgalaxie vom Hubble-Typ SBab im Sternbild Pfau am Südsternhimmel. Sie ist schätzungsweise 192 Millionen Lichtjahre von der Milchstraße entfernt und hat einen Durchmesser von etwa 60.000 Lj. 

Im selben Himmelsareal befindet sich u. a. die Galaxie IC 4892.
Das Objekt wurde am 20. September 1900 von DeLisle Stewart entdeckt.